# وايلون باين
وايلون باين (بالإنجليزية: Waylon Payne)‏ هو مغن ومؤلف ومغني وممثل أمريكي، ولد في 5 أبريل 1972 بناشفيل في الولايات المتحدة.

## أعمال

### أفلام
- (2005) السير على الخط[3]

## وصلات خارجية
- وايلون باين على موقع IMDb (الإنجليزية)
- وايلون باين على موقع ألو سيني (الفرنسية)
- وايلون باين على موقع ميوزك برينز (الإنجليزية)
- وايلون باين على موقع أول موفي (الإنجليزية)
- وايلون باين على موقع قاعدة بيانات الأفلام السويدية (السويدية)
- وايلون باين على موقع قاعدة بيانات الفيلم (الإنجليزية)
- وايلون باين على موقع كينوبويسك (الروسية)